# Пуйо (повіт)
Пуйо́ (кор. 부여군?, 扶餘郡?, Buyeo-gun) повіт в провінції Південний Чхунчхон, Південна Корея.
| Корея | Це незавершена стаття з географії Республіки Корея. Ви можете допомогти проєкту, виправивши або дописавши її. |